# تیم هلویگ
تیم هلویگ (آلمانی: Tim Hellwig؛ زادهٔ ۳۰ ژوئن ۱۹۹۹) ورزشکار رشتهٔ سه‌گانهٔ اهل آلمان است که در مسابقات کشوری و بین‌المللی در مجموع برندهٔ ۲ مدال طلا شده است.

## حرفه
هلویگ اهل ایالت راینلاند-فالتس در آلمان است. او در سال‌های ۲۰۱۷ و ۲۰۱۸ قهرمان جوانان آلمان شد. او در سال ۲۰۱۸ مدال نقره را در مسابقات قهرمانی اروپا در تارتو به دست آورد. در سال ۲۰۲۱، قهرمان بزرگ‌سالان در رشتهٔ اسپرانت شد و در سپتامبر ۲۰۲۱ اولین مسابقهٔ خود در سری مسابقات قهرمانی سه‌گانهٔ جهان را در هامبورگ پیروز شد.
در سال ۲۰۲۳، او برندهٔ جام سه‌گانهٔ آفریقا شد و دو مرحلهٔ آسیایی از جام جهانی سه‌گانه را در چنگدو و تونگ‌یونگ، کره جنوبی به دست آورد. در همان سال، او مدال طلای تیمی را در مسابقات جهانی سه‌گانهٔ امدادی مختلط در هامبورگ کسب کرد.
در ماه مه، او با قرار گرفتن در رتبهٔ هفتم در رویداد آزمایشی المپیک در پاریس، برای بازی‌های المپیک تابستانی ۲۰۲۴ واجد شرایط شد و در مادهٔ سه‌گانهٔ امدادی مختلط در بازی‌های المپیک تابستانی ۲۰۲۴ پاریس توانست مدال طلا را کسب کند.